# アメリカ合衆国憲法修正第23条

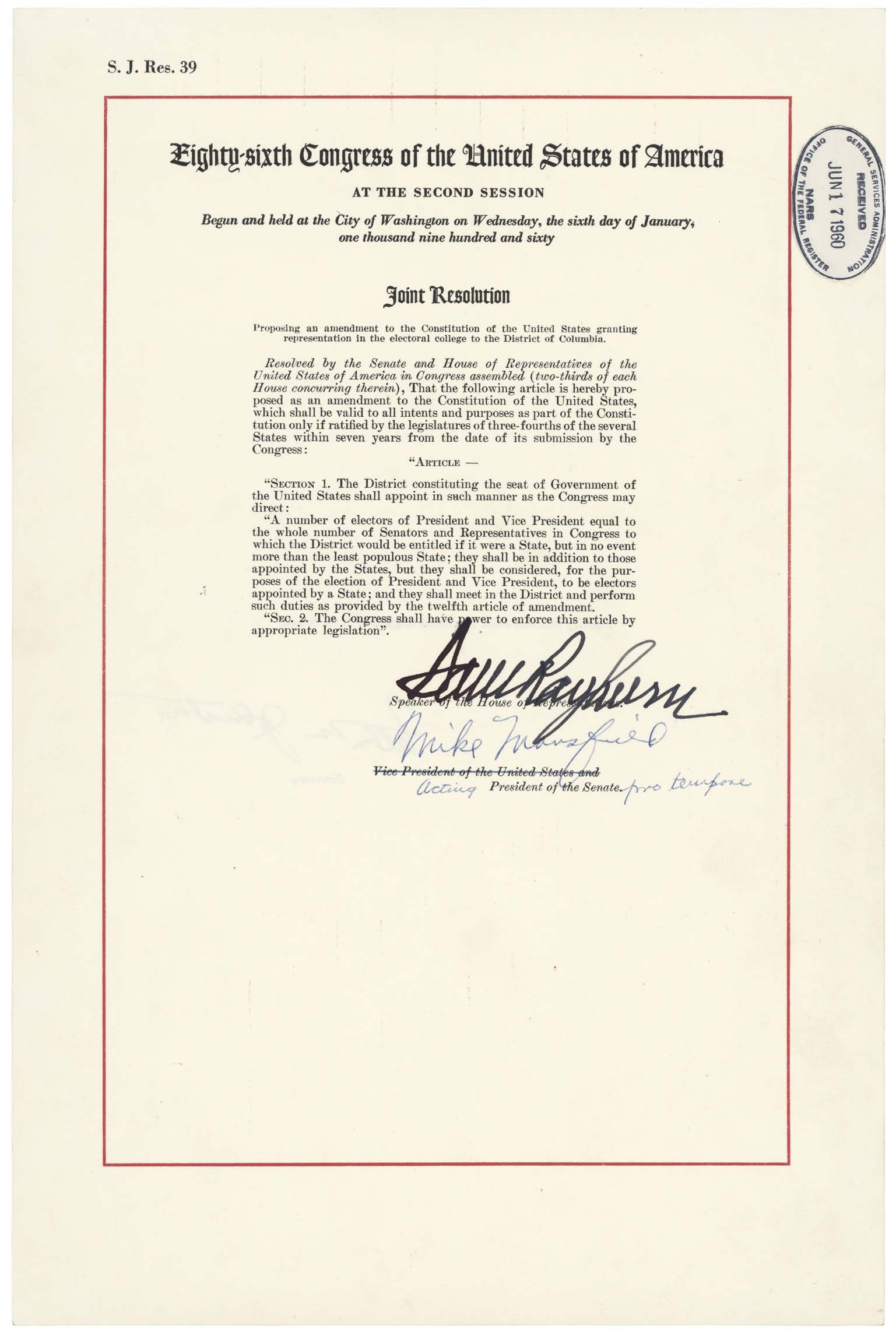
アメリカ国立公文書記録管理局に保管されているアメリカ合衆国憲法修正第23条

アメリカ合衆国憲法修正第23条（アメリカがっしゅうこくけんぽうしゅうせいだい23じょう、英:Twenty-third Amendment to the United States Constitution、あるいはAmendment XXIII）は、アメリカ合衆国のコロンビア特別区について、アメリカ合衆国大統領と副大統領を選ぶ選挙人を選出することを認めている。この修正条項は1960年6月17日にアメリカ合衆国議会によって提案され、1961年3月29日に必要とされる数の州によって批准され、成立した。

## 背景
1960年時点で、コロンビア特別区は全米50州のうち13州より多い人口を抱えていた。しかし、アメリカ合衆国大統領選挙の選挙人を選ぶ権限が無かった。この問題がこの修正条項で提起された。コロンビア特別区は、現在アメリカ合衆国議会が指示する方法で、州の人口に応じた数の選挙人を選出できるが、各州は選挙人だけでなく、アメリカ合衆国議会に上院議員と下院議員を選出できる。しかし、コロンビア特別区は、一番人口の少ない州の選挙人の数を越えて選挙人を選ぶことは如何なる場合も許されない。ワイオミング州が人口の最小州（2000年の国勢調査では50万人に満たない）であり、3名の選挙人を選べるだけなので、コロンビア特別区は現在最大3名の選挙人を選べるように制限されている。1964年から1980年までの大統領選挙では、コロンビア特別区の人口を元に計算すると4人の選挙人を持てるはずだったが、修正条項の制限によってそれが1人少ない割り当てになり、1980年の国勢調査によるコロンビア特別区と他の州の人口によって、現在では3人の選挙人を持つということになっている。
この修正条項はコロンビア特別区を州とするものではなく、アメリカ合衆国議会での代表権も認めていない。1978年、議会はコロンビア特別区に選挙人、下院議員、上院議員を選ばせ、州と同様に修正過程（憲法第5条）に参加させるという憲法修正条項 (英語版) を提案した。しかしこの修正条項は1985年の成立期限までに必要とされる4分の3の州によって批准されず、成立しなかった。

## 提案と批准

発効前に批准した州
発効後に批准した州
批准を拒絶した州
未批准の州

合衆国議会は7年以内の批准完了を条件として修正条項を1960年6月17日に提案した。続いて次の州が批准した。
1. ハワイ州 (1960年6月23日)
2. マサチューセッツ州 (1960年8月22日)
3. ニュージャージー州 (1960年12月19日)
4. ニューヨーク州 (1961年1月17日)
5. カリフォルニア州 (1961年1月19日)
6. オレゴン州 (1961年1月27日)
7. メリーランド州 (1961年1月30日)
8. アイダホ州 (1961年1月31日)
9. メイン州 (1961年1月31日)
10. ミネソタ州 (1961年1月31日)
11. ニューメキシコ州 (1961年2月1日)
12. ネバダ州 (1961年2月12日)
13. モンタナ州 (1961年2月6日)
14. サウスダコタ州 (1961年2月6日)
15. コロラド州 (1961年2月8日)
16. ワシントン州 (1961年2月9日)
17. ウェストバージニア州 (1961年2月9日)
18. アラスカ州 (1961年2月10日)
19. ワイオミング州 (1961年2月13日)
20. デラウェア州 (1961年2月20日)
21. ユタ州 (1961年2月21日)
22. ウィスコンシン州 (1961年2月21日)
23. ペンシルベニア州 (1961年2月28日)
24. インディアナ州 (1961年3月3日)
25. ノースダコタ州 (1961年3月3日)
26. テネシー州 (1961年3月6日)
27. ミシガン州 (1961年3月8日)
28. コネチカット州 (1961年3月9日)
29. アリゾナ州 (1961年3月10日)
30. イリノイ州 (1961年3月14日)
31. ネブラスカ州 (1961年3月15日)
32. バーモント州 (1961年3月15日)
33. アイオワ州 (1961年3月16日)
34. ミズーリ州 (1961年3月20日)
35. オクラホマ州 (1961年3月21日)
36. ロードアイランド州 (1961年3月22日)
37. カンザス州 (1961年3月29日)
38. オハイオ州 (1961年3月29日)

批准は4分の3の州の批准により1961年3月29日に完了し、修正第23条として発効した。この修正条項は後に次の州によっても批准された。
1. ニューハンプシャー州 (1961年3月30日、同じ日に撤回）
2. アラバマ州 (2002年4月16日)

この修正条項は次の州によって拒絶された。
1. アーカンソー州 (1961年1月24日)